# Diocesi di Saitte
La diocesi di Saitte (in latino Dioecesis Saittena) è una sede soppressa del patriarcato di Costantinopoli e una sede titolare della Chiesa cattolica.

## Storia
Saitte, identificabile con Sidaskale nell'odierna Turchia, è un'antica sede episcopale della provincia romana della Lidia nella diocesi civile di Asia. Faceva parte del patriarcato di Costantinopoli ed era suffraganea dell'arcidiocesi di Sardi.
La diocesi è documentata nelle Notitiae Episcopatuum del patriarcato di Costantinopoli fino al XII secolo.
Sono cinque i vescovi documentati di Saitte. Limenio prese parte al concilio di Efeso del 431. Amachio intervenne al concilio di Calcedonia nel 451. Eraclidiano sottoscrisse nel 458 la lettera dei vescovi della Lidia all'imperatore Leone dopo la morte del patriarca Proterio di Alessandria. Giovanni I partecipò al concilio di Costantinopoli del 680 e al concilio detto in Trullo nel 692. Giovanni II infine assistette al concilio di Nicea del 787.
Dal 1933 Saitte è annoverata tra le sedi vescovili titolari della Chiesa cattolica; il titolo finora non è stato assegnato.

## Cronotassi dei vescovi greci
- Limenio † (menzionato nel 431)
- Amachio † (menzionato nel 451)
- Eraclidiano † (menzionato nel 458)
- Giovanni I † (prima del 680 - dopo il 692)
- Giovanni II † (menzionato nel 787)